# Luis Donaldo Colosio, Veracruz
Luis Donaldo Colosio är en ort i Mexiko.   Den ligger i kommunen Papantla och delstaten Veracruz, i den sydöstra delen av landet, 240 km nordost om huvudstaden Mexico City. Luis Donaldo Colosio ligger 25 meter över havet och antalet invånare är 267.
Terrängen runt Luis Donaldo Colosio är platt. Havet är nära Luis Donaldo Colosio åt nordost.  Närmaste större samhälle är Cazones de Herrera, 12,1 km väster om Luis Donaldo Colosio. 